# Опунциевые
Опу́нциевые (лат. Opuntioideae) — подсемейство растений семейства Кактусовые (Cactaceae). Включает 18 родов в пяти трибах.

## Трибы
Триба Austrocylindropuntieae
- Austrocylindropuntia Backeb. — Аустроцилиндропунция
- Cumulopuntia F.Ritter

Триба Cylindropuntieae
- Corynopuntia F.M.Knuth
- Cylindropuntia (Engelm.) F.M.Knuth — Цилиндропунция
- Grusonia F.Rchb. ex Britton & Rose — Грузония
- Micropuntia Daston
- Pereskiopsis Britton & Rose
- Quiabentia Britton & Rose

Триба Opuntieae
- Brasiliopuntia (K.Schum.) A.Berger — Бразилиопунция
- Consolea Lem.
- Miqueliopuntia Frič ex F.Ritter
- Opuntia Mill. — Опунция
- Salmonopuntia Frič ex P.V.Heath
- Tacinga Britton & Rose
- Tunilla D.R.Hunt & Iliff

Триба Pterocacteae
- Pterocactus K.Schum. — Птерокактус

Триба Tephrocacteae
- Maihueniopsis Speg. — Мауениопсис
- Tephrocactus Lem.